# Salvatore Pappalardo (arcivescovo)
Salvatore Pappalardo (Nicolosi, 18 marzo 1945) è un arcivescovo cattolico italiano, dal 24 luglio 2020 arcivescovo emerito di Siracusa.

## Biografia

### Formazione e ministero sacerdotale
Nato a Nicolosi (arcidiocesi di Catania), consegue la licenza in teologia ed il dottorato in diritto canonico presso la Pontificia Università Lateranense. Nella diocesi agatina ricopre gli incarichi di parroco, vicerettore del seminario, cancelliere ed infine vicario generale per circa dieci anni.

### Ministero episcopale
Il 5 febbraio 1998 è eletto vescovo di Nicosia da papa Giovanni Paolo II. Riceve l'ordinazione episcopale il 5 marzo seguente dall'arcivescovo metropolita di Catania Luigi Bommarito, co-consacranti Giuseppe Costanzo, già arcivescovo metropolita di Siracusa, e l'arcivescovo Alfio Rapisarda, nunzio apostolico in Brasile; inizia il suo ministero episcopale il 25 marzo successivo.
Il 12 settembre 2008 papa Benedetto XVI lo nomina arcivescovo metropolita di Siracusa. Durante il suo ministero episcopale è custode del Reliquiario della Madonna delle Lacrime di Siracusa e, in seno alla Conferenza Episcopale Siciliana (CESI), è delegato per la Liturgia.
Fa quindi il suo ingresso nell'arcidiocesi siracusana l'8 novembre successivo, ricevendo il pastorale e il reliquiario della Madonna delle Lacrime dall'arcivescovo Giuseppe Costanzo, suo predecessore. Il 29 giugno 2009, giorno della solennità dei Santi Pietro e Paolo, il papa gli impone il pallio, consegnandogli personalmente il paramento sacro, segno distintivo degli arcivescovi metropoliti.
Il 24 luglio 2020 papa Francesco ne accoglie le dimissioni presentate per raggiunti limiti d'età secondo le norme del Codice di diritto canonico al compimento dei 75 anni e diventa arcivescovo emerito di Siracusa; gli succede Francesco Lomanto. Rimane amministratore apostolico dell'arcidiocesi fino all'ingresso del suo successore.
Il 17 dicembre 2020, su proposta dell'associazione DRACMA, il sindaco di Siracusa Francesco Italia gli concede la cittadinanza onoraria.

## Genealogia episcopale e successione apostolica
La genealogia episcopale è:
- Cardinale Scipione Rebiba
- Cardinale Giulio Antonio Santori
- Cardinale Girolamo Bernerio, O.P.
- Arcivescovo Galeazzo Sanvitale
- Cardinale Ludovico Ludovisi
- Cardinale Luigi Caetani
- Cardinale Ulderico Carpegna
- Cardinale Paluzzo Paluzzi Altieri degli Albertoni
- Papa Benedetto XIII
- Papa Benedetto XIV
- Cardinale Enrico Enriquez
- Arcivescovo Manuel Quintano Bonifaz
- Cardinale Buenaventura Córdoba Espinosa de la Cerda
- Cardinale Giuseppe Maria Doria Pamphilj
- Papa Pio VIII
- Papa Pio IX
- Cardinale Alessandro Franchi
- Cardinale Giovanni Simeoni
- Cardinale Antonio Agliardi
- Cardinale Basilio Pompilj
- Cardinale Adeodato Piazza, O.C.D.
- Cardinale Sebastiano Baggio
- Arcivescovo Luigi Bommarito
- Arcivescovo Salvatore Pappalardo

La successione apostolica è:
- Arcivescovo Giovanni Accolla (2016)